# Molosmes
Molosmes település Franciaországban, Yonne megyében. Lakosainak száma 160 fő (2022. január 1.). Molosmes Coussegrey, Lignières, Cheney, Dannemoine, Épineuil, Mélisey, Saint-Martin-sur-Armançon és Tonnerre községekkel határos.

## Népesség
A település népességének változása:
| Lakosok száma | 184  | 176  | 175  | 173  | 171  | 170  | 165  | 160  |
|               | 2013 | 2015 | 2017 | 2018 | 2019 | 2020 | 2021 | 2022 |